# Henry Dillon (13e vicomte Dillon)
Pour les articles homonymes, voir Henry Dillon et Dillon.
Henry Augustus Dillon-Lee, 13e vicomte Dillon (28 octobre 1777 — 24 juillet 1832) est un pair irlandais, écrivain et député de Harwich et du comté de Mayo.

## Biographie
Henry Dillon est né le 28 octobre 1777 à Bruxelles, fils de Charles Dillon (12e vicomte Dillon) et de sa femme Henrietta Maria, fille unique de Constantin John Phipps, 1er baron Mulgrave. En 1794, alors qu'il a dix-sept ans, Henry Augustus est colonel, responsable du 5e régiment de la Catholic Irish Brigade (en)(1794-1798), puis colonel du 101e régiment irlandais d'infanterie du duc d'York (en) (1806-1817). En 1799, à 22 ans, il est élu député dans la circonscription électorale de Harwich, dans l'Essex et en 1802, il est député de Mayo, en Irlande. Il quitte son poste en 1813 à la mort de son père, lorsqu'il accède à la pairie d'Irlande en tant que treizième vicomte Dillon de Costello-Gallen.

## Famille
En février 1807, Henry Augustus Dillon-Lee épouse Henrietta Browne, sœur de Dominick Browne (1er baron Oranmore et Browne), fille de Dominick-Geoffrey Browne, et de Margaret, fille de George Browne, 4e fils du 1er comte d'Altamont.
Ils ont dix enfants : 
- Henrietta Stanley, baronne Stanley d'Alderley (1807, Halifax - 1895, Londres), réformatrice sociale, épouse Edward Stanley (2e baron Stanley d'Alderley).
- Margaret Frances Florence (décédée en 1885), mariée au géologue William John Hamilton.
- Louisa Anne Rose, d. 1902, mariée à Spencer-Cecil Ponsonby de Bessborough.
- Helena Matilda.
- Charles Dillon (14e vicomte Dillon), n. 1810 à Dublin, d. 1865 à Ditchley, Oxford; succède à son père comme 14e vicomte.
- Theobald Dominick Dillon, n. 1811; succède à son frère comme 15e vicomte.
- Arthur Edmund Denis Dillon, n. 1812 à Londres, d. 1892 à Ditchley, Oxford; succède à son frère comme 16e vicomte.
- Constantine Augustus Dillon (en), n. 1813, d. 1853.
- Robert George, n. 1817.
- Gerald-Normanby Dillon (1823-1880), m. à Lady Louisa-Isabella-Georgiana FitzGibbon, fille du comte de Clare.

Il meurt le 24 juillet 1832. Sa veuve meurt trente ans plus tard à l'hôtel Windsor, à Paris, le 18 mars 1862, à l'âge de 73 ans.

## Publications
- Short View of the Catholic Question (London: J. Debrett, 1801), 32 pages
- Letter to the Noblemen and Gentlemen who Composed the Deputation from the Catholics of Ireland on the Subject of their Mission (London: J. Budd, Crown and Mitre, 1805), online at Google Books, 56 pages
- A Commentary on the Military Establishments and Defence of the British Empire (Dillon publisher: Printed by Cox, Son, and Baylis ... for E. Kerby, 1811)
- The Tactics of Ælian: Comprising Military Systems of the Grecians (London: E. Kerby, 1814), online at Google Books
- Discourse upon the Theory of Legitimate Government (Florence, 1817), online at Google Books, 89 pages
- The Life and Opinions of Sir Richard Maltravers: an English Gentleman of the Seventeenth Century, Volume 1 (London: G. and W.B. Whittaker, 1822), online at Google Books Corvey CME 3-628-48097-3; ECB 345; EN2 1822: 29; NSTC 2D13576; OCLC 35663915.
- The life and opinions of Sir Richard Maltravers: an English gentleman of the seventeenth century, Volume 2 (London: G. and W.B. Whittaker, 1822), online at Google Books
- Rosaline de Vere, Volume 1 (London: Treuttel and Würtz, Treuttel junior and Richter, 1824), online at Internet Archive Corvey CME 3-628-48547-9; ECB 502; EN2 1824: 29; NSTC 2D13577; OCLC 12423730.
- Rosaline de Vere, Volume 2 (London: Treuttel and Würtz, Treuttel junior and Richter, 1824), online at Internet Archive